# Slaget vid Nauen
Slaget vid Nauen var en skärmytsling under Skånska kriget som ägde rum den 27 juni 1675 (enligt den gregorianska kalendern) nära staden Nauen i Brandenburg, mellan brandenburgska förtrupper och svenska eftertrupper.
Striden avslutades med att staden Nauen erövrades av Brandenburg. Dagen efter besegrade Brandenburg den svenska armén under slaget vid Fehrbellin.